# George Kaiser
Ej att förväxla med Georg Kaiser
George Bruce Kaiser, född 30 oktober 1943 i Tulsa i Oklahoma i USA, är en amerikansk industriman. 
George Kaiser är son till Herman Kaiser (död 1992) och Kate Kaiser. Fadern var distriktsåklagare i Berlin i Tyskland till 1933, då han avskedades därför att han var jude. Familjen flyttade då till Rostock, där han arbetade i svärfaderns industriföretag, men tvingades fly till Storbritannien 1937. Hustrun och dottern flydde året därpå, varefter hela familjen 1940 emigrerade till USA, där de slog sig ned i Tulsa, där släktingar bodde och Herman Kaiser gick in i sin farbrors oljeborrningsföretag.
George Kaiser växte upp i Tulsa. Han tog kandidatexamen på Harvard College 1964 och magisterexamen på Harvard Business School 1966. Efter universitetsstudier återvände han till Tulsa för att arbeta tillsammans med sin far inom Kaiser-Francis Oil Company och övertog ledningen av detta efter det att fadern drabbats av en hjärtattack 1969. Under George Kaiser utvecklades företaget till ett betydande oljeprospekterings- och oljeutvinningsföretag.
År 1990 köpte George Kaiser den ekonomiskt krisade Bank of Oklahoma (numera BOK Financial Corporation), som därefter växte från en lokal bank i Oklahoma till en bank med verksamhet i nio delstater. 
Han var till 2022 ensam ägare av LNG-tankerrederiet Excelerate Energy Inc., vilket dominerar världsmarknaden för flytande LNG-terminaler vid sidan av det norska rederiet Höegh LNG. Excelerate Energy börsnoterades våren 2022, men Kaiser har behållit aktiemajoriteten i företaget. Med ett majoritetsägande i BOK Financial Corporation bedömdes han 2008 av Forbes Magazine vara den rikaste personen i Oklahoma och den 20:e mest förmögne i USA, för att under den ekonomiska nedgången 2009 vara den 43: rikaste i världen. Efter en kraftig uppgång i samband med börsnoteringen av Excelerate Energy är rankingen i slutet av 2022 ungefär densamma.
George Kaiser är en av de donatorer som undertecknat den amerikanska filantropiska kampanjen The Giving Pledge.
Han var i sitt första äktenskap gift med Betty Eudene (död 2002). Paret hade tre barn. I sitt andra äktenskap är han gift med museikuratorn Myra Block.